# Contagion (livre)
 (janvier 2017).
Si vous disposez d'ouvrages ou d'articles de référence ou si vous connaissez des sites web de qualité traitant du thème abordé ici, merci de compléter l'article en donnant les références utiles à sa vérifiabilité et en les liant à la section « Notes et références ».
Pour les articles homonymes, voir Contagion (homonymie).
Contagion (Contagion) est un roman policier américain de Robin Cook, publié en 1995.
La traduction française est publiée en 1997 chez Albin Michel.

## Résumé
À la suite de l’implantation de nouveaux acteurs sur le marché de la santé, le cabinet d’ophtalmologie de Jack Stapleton fait faillite. Comme il refuse de devenir médecin salarié d’un cabinet médical, il préfère changer de spécialité et retourne faire un internat.
Cinq ans plus tard, il commence à exercer comme médecin légiste pour la ville de New-York. Lorsqu’on lui amène le corps d’un homme décédé à l’hôpital général d’une infection inconnue, il prend cette affaire à cœur car l’hôpital est géré par le même groupe qui a conduit à sa faillite.
Bien que cela paraisse surréaliste en plein hiver à New-York, il diagnostique un cas de peste. Il se rend sur place pour essayer de comprendre comment l’homme a pu être atteint mais ne détecte rien. Par contre, son attitude agressive lui met à dos les cadres de l’hôpital qui en réfèrent au cabinet du maire et le responsable de la morgue lui demande de ne plus aller sur le terrain. Toutefois, lorsque de nouveaux corps en provenance de l’hôpital parviennent à la morgue, il ne peut s’empêcher à plusieurs reprises d’aller sur place malgré les remontrances qu’il subit à chaque fois. Comme il est un bon médecin, son responsable ne le licencie pas mais il doit prendre de plus en plus de précautions.
Ses investigations n’avancent que lentement, avec l’aide d’une technicienne du laboratoire de l’hôpital et de la responsable du magasin central.
La première meurt assassinée dans son appartement, semble-t-il par un cambrioleur. Bien que cela semble n’avoir aucun rapport, Jack est persuadé que l’on a essayé de la faire taire. Bien sûr cela parait pour le moins improbable et personne ne veut rejoindre sa théorie.
Néanmoins, Jack reçoit personnellement des menaces de la part d’un gang qui lui demande de ne plus mettre les pieds à l’hôpital. Cela ne fait que lui faire prendre plus de précautions. Pour lui l’affaire est trop grave pour être enterrée, plusieurs personnes sont mortes de maladie rare dans cet hôpital sans qu’il arrive à déterminer la cause de la contamination.
Plus étrange encore, ces morts sont causées par plusieurs maladies exotiques, sans qu'elles ne semblent avoir de lien entre elles. La seule piste qu’il a est qu’à chaque fois, un ou plusieurs patient est contaminé, ainsi qu’une personne travaillant au magasin central de l’hôpital, sans que celle-ci n’ait été en contact avec les malades.
Il a alors l’idée de s’intéresser au matériel qu’a fourni le magasin dans les services concernés par les décès, voire au patient lui-même. Il se rend compte qu’il fournit des dizaines d’articles différents aux patients, mais ce qui ressort est qu’à chaque fois, lors d’un décès suspect, le malade a reçu un humidificateur d’air, alors qu’un patient standard ne semble pas en recevoir la plupart du temps.
Il pense donc avoir trouvé l’origine de la contamination. Le virus est introduit dans l’appareil par quelqu’un de malveillant et contamine de cette manière le patient. Ensuite, lorsque l’appareil est renvoyé au magasin pour être nettoyé il contamine le technicien.
Il ne reste alors plus qu’à trouver qui est à l’origine de ces contaminations et à connaître ses motivations. En cherchant à savoir comment se procurer le virus de la peste, il se rend compte qu’un laboratoire peut le livrer, pour permettre aux techniciens de faire des tests sérologiques. Néanmoins il n’y a pas de contrôle lors de la vente. Pour prouver que les virus viennent bien de cette origine il apprend du laboratoire que les cultures sont marquées par le laboratoire qui les livre et qu’il est donc possible de faire des tests. Ceux-ci s’avèrent positif pour deux des quatre virus qui ont sévi à l’hôpital. Il apprend alors que les expéditions récentes dans l’État ont concerné à la fois le laboratoire de l’hôpital général et un laboratoire inconnu. Il décide d’aller enquêter à ce dernier et se rend compte que ce n’est qu’une boite postale. Pour connaître celui qui s’est fait envoyer les virus, il décide alors d’envoyer un colis à cette boite postale et de se mettre en planque afin de le surprendre lorsqu’il viendra retirer le colis.
C’est ainsi qu’il découvre que le coupable est l'un des responsables du laboratoire de l’hôpital. En voulant fouiller sa planque, il se fait découvrir et l’homme appelle sa sœur à la rescousse et emmène Jack dans leur maison de campagne.
Là, ils ont prévu de le faire disparaitre mais aucun d’eux n’a le courage nécessaire, alors que cela ne leur posait pas de soucis lorsqu’il s’agissait de répandre des virus. 
Jack apprend que s’ils ont agi ainsi c’est parce que la femme travaille dans une agence de publicité qui a comme client la principale entreprise concurrente de l’hôpital général et qu’elle espère ainsi lui faire gagner des parts de marchés, puisque ses campagnes de communications s’avèrent particulièrement inefficaces. Elle espère ainsi obtenir une place importante dans son agence de publicité.
Pour supprimer Jack, ils font de nouveau appel au gang qui lui avait fait peur il y a quelques jours, mais celui-là refuse d’intervenir et comme la paire de criminels insistent, ils[Qui ?] transmettent l’adresse de leur planque à un autre gang à qui ils ont promis un pacte de non-agression, incluant Jack. C’est ainsi que les amis de Jack viennent le libérer.
Entre-temps il avait réussi à se libérer et à s’enfuir, profitant de la mort des deux complices. Ils ont en effet été terrassés par la souche de grippe qu’ils avaient répandu à l’hôpital. Jack avait été contaminé en discutant avec une infirmière atteinte, mais comme il avait pris avant même de la rencontrer des medicaments antirétroviraux, il n’avait eu que les premiers symptômes de la grippe alors que les deux complices ont succombé à la forme sévère de cette souche de 1918, que l’homme avait répandu. 